# Tweede Kamerverkiezingen 2003/Kandidatenlijst/CDA
De kandidatenlijst van het CDA voor de Tweede Kamerverkiezingen op 22 januari 2003 werd op zaterdag 30 november 2002 op een partijcongres in Zwolle vastgesteld. Bij dit congres werd de voorgestelde lijst zonder wijzigingen overgenomen.
Het CDA zou bij de verkiezingen uitkomen op 44 zetels. Vijf kandidaten werden direct met voorkeurstemmen gekozen, te weten Jan Peter Balkenende, Maria van der Hoeven, Camiel Eurlings, Joop Atsma en Annie Schreijer-Pierik. Omdat zij hoog genoeg op de lijst stonden had dat geen gevolgen voor andere kandidaten. Uiteindelijk schoven een aantal kandidaten nog door naar het kabinet. Gedurende de zittingsperiode van het parlement verlieten enkele kandidaten de Tweede Kamer, waardoor uiteindelijk alle kandidaten tot er met plaats 56 zitting in de Kamer konden nemen.

## De lijst
- vet: verkozen
- schuin: voorkeurdrempel overschreden

1. Jan Peter Balkenende - 2.393.802 stemmen
2. Maria van der Hoeven - 128.433
3. Maxime Verhagen - 9.615
4. Clémence Ross-van Dorp - 7.881
5. Pieter van Geel - 13.798
6. Gerda Verburg - 6.997
7. Joop Atsma - 18.268
8. Kathleen Ferrier - 3.383
9. Joop Wijn - 3.903
10. Theo Rietkerk - 4.911
11. Siem Buijs - 2.488
12. Camiel Eurlings - 68.526
13. Theo Meijer - 8.129
14. Agnes van Ardenne-van der Hoeven - 2.954
15. Coskun Çörüz - 1.761
16. Cees van der Knaap - 774
17. Niny van Oerle-van der Horst - 933
18. Aart Mosterd - 1.915
19. Annie Schreijer-Pierik - 16.862
20. Bas Jan van Bochove - 903
21. Cisca Joldersma - 1.241
22. Sybrand van Haersma Buma - 425
23. Henk de Haan - 620
24. Wim van de Camp - 1.163
25. Nicolien van Vroonhoven-Kok - 814
26. Jan ten Hoopen - 407
27. Mirjam Sterk - 1.121
28. Erik van Lith - 1.267
29. Marleen de Pater-van der Meer - 793
30. Bart van Winsen - 1.523
31. Frans de Nerée tot Babberich - 6.367
32. Roland Kortenhorst - 2.300
33. Jan Mastwijk - 2.106
34. Ger Koopmans - 6.501
35. Nirmala Rambocus - 1.427
36. Henk Jan Ormel - 3.776
37. Liesbeth Spies - 863
38. Jos Hessels - 3.402
39. Antoinette Vietsch - 328
40. Jan de Vries - 852
41. Rikus Jager - 1.308
42. Hubert Bruls - 908
43. Rendert Algra - 1.674
44. Maarten Haverkamp - 525
45. Ine Aasted-Madsen-van Stiphout[2] - 2.186
46. Wim van Fessem[2] - 650
47. Myra van Loon-Koomen[2] - 1.296
48. Margreeth Smilde[2] - 1.046
49. Jan Jacob van Dijk[2] - 346
50. Nihat Eski[2] - 838
51. Pieter Omtzigt[2] - 1.010
52. Theo Brinkel[2] - 292
53. Eddy van Hijum[2] - 247
54. Corien Jonker[2] - 538
55. Ans Willemse-van der Ploeg[2] - 864
56. Raymond Knops[2] - 6.836
57. Rianne Donders-de Leest - 714
58. Hennie Simonse - 818
59. Gerda Kempen-van Dommelen - 329
60. Ton Kamp - 992
61. Henk Mes - 497
62. Corina Kuiper - 309
63. Joost Verheijen - 194
64. Alex Bolhuis - 182
65. Hans Smulders - 515
66. Martine Visser - 517
67. Jet Weigand-Timmer - 94
68. Martha Beuckens-Vries - 113
69. Foka Haitsma - 240
70. Elly Cornelisse-Putter - 218
71. Han Zomer - 1.502
72. Carla Bastiaansen - 259
73. Lenny Geluk-Poortvliet - 243
74. Maud Crooijmans - 615
75. Arie van der Veen - 1.033

1977 · 1981 · 1982 · 1986 · 1989 · 1994 · 1998 · 2002 · 2003 · 2006 · 2010 · 2012 · 2017 · 2021 · 2023
CDA · LPF · VVD · PvdA · GroenLinks · SP · D66 · ChristenUnie · SGP · Leefbaar Nederland · DeConservatieven.nl · NCPN · Duurzaam Nederland · PvdT · Partij voor de Dieren · Lijst 16 · Vooruitstrevende Integratie Partij · AVD · Lijst Veldhoen